# Freaks and Geeks
Freaks and Geeks је америчка тинејџерска телевизијска серија креатора Пола Фига, чији је извршни продуцент Џад Апатоу. Серија се емитовала током телевизијске сезоне 1999-2000 на Ен-Би-Си-ју, али је отказана након 12 епизода, иако је снимљено укупно 18.
Кампања коју су покренули обожаваоци након отказивања серије убедила је Ен-Би-Си да током јула 2000. прикаже још три епизоде, док су преостале три које је откупио канал Фокс Фемили емитоване у септембру исте године. 
Упркос кратком периоду приказивања, серија Freaks and Geeks стекла је култни статус. 2007. године нашла се на листи "100 најбољих ТВ серија свих времена" часописа Тајм, а заузела је 21. место на листи "Најбољих култних серија свих времена" сајта TV Guide. Током 2008. појавила се на 13. месту листе најбољих ТВ серија у последњих 25 година часописа Ентертејмент Викли, а АОЛ ТВ доделио јој је титулу најбоље школске серије свих времена. 
Серија је освојила једну награду Еми, и такође је значајна по томе што је била одскочна даска неколицини младих глумаца који су након ње остварили успешне каријере.

## Улоге
Породица Вир
- Линда Карделини као Линдси Вир
- Џон Френсис Дејли као Сем Вир
- Џо Флаерти као Харолд Вир
- Беки Ен Бејкер као Џин Вир

Чудаци
- Џејмс Франко као Данијиел Дизаријо
- Бизи Филипс као Ким Кели
- Џејсон Сигел као Ник Андополис
- Сет Роген као Кен Милер

Штребери
- Сем Левин као Нил Швајбер
- Мартин Стар као Бил Хаверчак